# Der Panzerbär
El diari Der Panzerbär o «L'Ós Cuirassat» va ser probablement el diari més efímer de la història. Durant una setmana va ser la portaveu de la resistència del Partit Nacional Socialista dels Treballadors Alemanys (NDSAP) contra la imminent caiguda de la ciutat de Berlín, durant la batalla de Berlín el 1945, dos dies abans que el diari oficial del nazisme, el Völkischer Beobachter va cessar. El nom és compost de «Bär» o os, símbol de Berlín amb el prefix panzer- que significa cuirassat. Tenia com a capçalera «Diari de lluita per als defensors de Gross-Berlin».

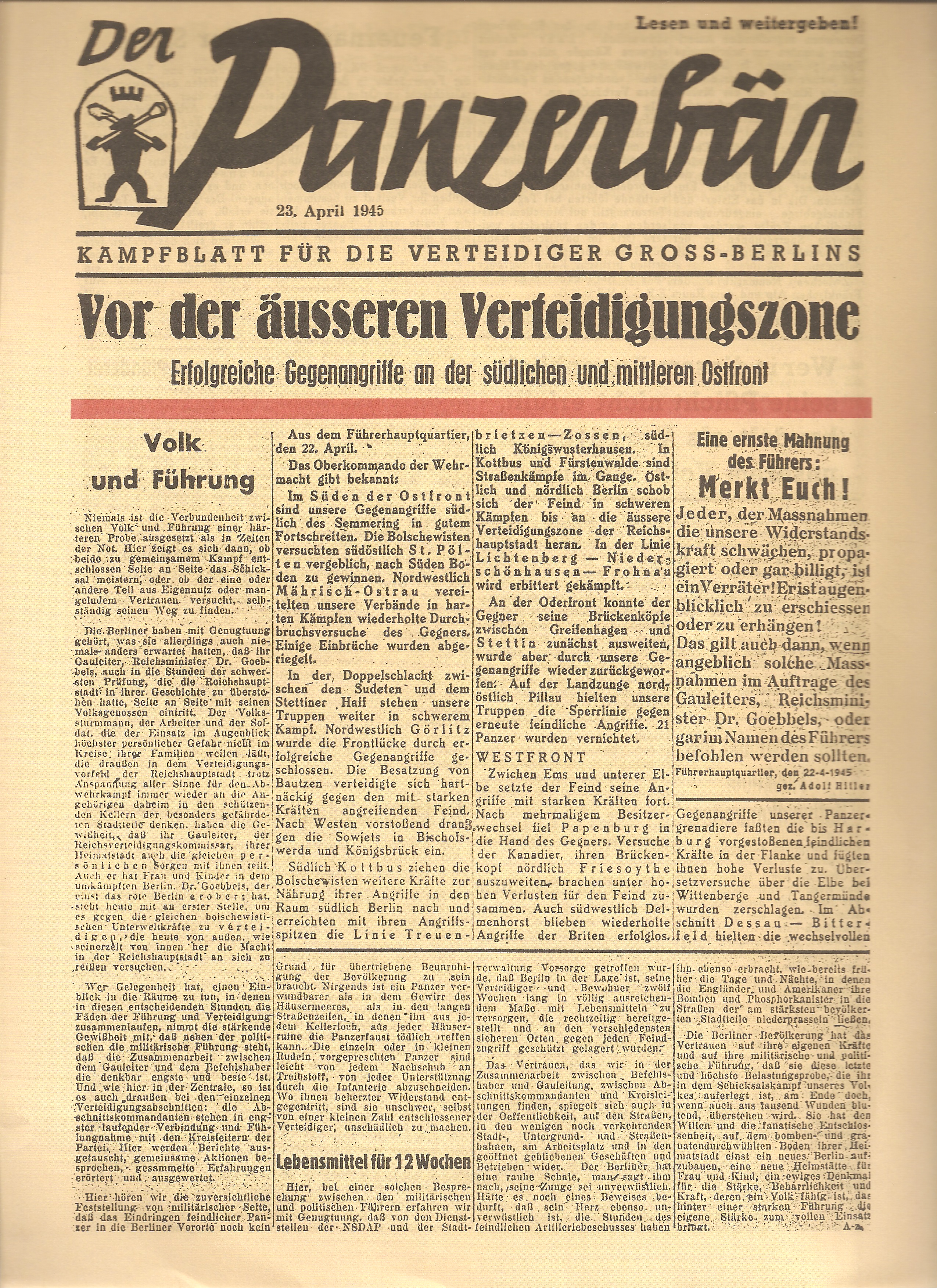
Edició del 23 d'abril

Al seu primer número publicava l'advertiment que incitava al que —després de la guerra— va ser considerat com crims de la fase final: 
| «                                                                                  | Cadascú que propagui o aprovi mesures que afebleixen la nostra força de resistència és un traïdor. Se l'ha de fusillar o penjar immediatament! Aquest ordre val també, quan pretendrien que tals mesures haguessin estat encarregades pel Gauleiter i ministre del Reich Goebbels, tot i que pretesament ordenades pel mateix Führer. |  | » |
| — Donat al quarter general del Führer, el 22 d'abril del 1945, signat Adolf Hitler | |  |   |